# Кирва (деревня)
Кирва — деревня в Пестовском районе Новгородской области в составе Богословского сельского поселения на левом берегу речки Кирва.

## География
Находится в северо-восточной части Новгородской области на расстоянии приблизительно 19 км на северо-запад по прямой от районного центра города Пестово.

## История
Упоминается с 1581 года как Егорьевский Кирвовский погост. В середине XIX века в Кирво-Богородицком погосте стояли две деревянные церкви: Рождества Богородицы (1705 года постройки) и Апостола Филиппа, освященная в 1693 году. Ныне действует церковь Рождества богородицы (1854—1856 годов постройки). В 1911 году здесь (село Устюженского уезда Новгородской губернии) было учтено 7 дворов. В советское время работал колхоз «Урожай».

## Население
Численность населения: 17 человек (1911 год), около 30 (1980-е годы), 18 (русские 94 %) в 2002 году, 17 в 2010.